# Hymenophyllales
Hymenophyllales (do grego: ὑμήν, humēn, membrana; e φύλλον, phullon, folha) é uma ordem monotípica de plantas da classe Polypodiopsida, na divisão Monilophyta, que inclui como uma única família, Hymenophyllaceae. A família Hymenophyllaceae (aí se incluindo as Trichomanaceae) agrupa os fetos-membranosos (o género tipo é Hymenophyllum, nome derivado do grego hymen, "membrana" + phyllum, "folha", devido às folhas muito finas dos membros desta família) com 9 géneros e cerca de 434 espécies. As Hymenophyllales distinguem-se por terem rizomas protostélicos sem escamas, geralmente delgados, rastejantes, folhas finas, geralmente com apenas uma célula de espessura, sem estomas, e soros marginais com indúsio cónico, tubular ou com 2 lóbulos e receptáculos alongados.

## Descrição

### Morfologia
Na sua presente circunscrição taxonómica, a ordem é monotípica, tendo como única família os Hymenophyllaceae, a família dos fetos de velo ou fetos-membranosos. Os membros deste grupo caracterizam-se por exibirem folhas membranosas, frequentemente translúcidas, o que está na etimologia do nome da ordem e da única família que a integra.
A ordem Hymenophyllales agrupa plantas maioritariamente epífitas, embora um número considerável sejam plantas terrestres. Os caules são rizomatosos, com rizomas sem escamas, delgados e rastejantes ou robustos e erectos, protostélicos.
As folhas têm geralmente uma única célula de espessura (daí serem translúcidas), com estomas ausentes, cutícula ausente ou reduzida, escamas da lâmina geralmente ausentes, tricomas por vezes presentes e venação aberta.
Os soros são marginais, o recetáculo é alongado e contínuo com as pontas das nervuras. Os indúsios estão presentes e são cónicos, tubulares ou bilobados (bivalvados). Os esporângios são basipétalos, a deiscência é ininterrupta, o anel é oblíquo. Os esporos são verdes, globosos e trilobados. Os gametófitos são filamentosos ou em forma de fita, reproduzindo-se frequentemente por fragmentação ou gemulação. Número cromossómico base é x = 11, 12, 18, 28, 32, 33, 34, 36.
As Hymenophyllales contêm dois grupos irmãos: (1) o clado "tricomanoide" (incl. Trichomanes); e (2) o clado "himenofilóide" (incl. Hymenophyllum). Os membros da família ocorrem em regiões húmidas, com destaque para as florestas nubladas e as margens de cursos de água de regiões pantropicais e sul-temperadas (os gametófitos sobrevivem em áreas norte-temperadas). A importância económica limita-se a algumas plantas ornamentais cultivadas, por exemplo, Trichomanes spp.

### Taxonomia
Na recente descrição taxonómica de Alan Reid Smith et al (2006), os Hymenophyllales são colocados com um conjunto de outras ordens na classe Polypodiopsida. A ordem compreende assim apenas uma família com nove géneros e cerca de 600 espécies:
- Ordem: Hymenophyllales
  - Família: Hymenophyllaceae
    - Géneros: 
      - Abrodictyum
      - Callistopteris
      - Cephalomanes
      - Crepidomanes
      - Didymoglossum
      - Hymenophyllum (incl. Cardiomanes, Hymenoglossum, Rosenstockia e Serpyllopsis)
      - Polyphlebium
      - Trichomanes s.s.
      - Vandenboschia

O sistema PPG I considera a seguinte estrutura:
- Ordem Hymenophyllales A.B.Frank (1 família, 9 géneros)

- Família Hymenophyllaceae Mart (9 géneros)

- Subfamília Trichomanoideae C.Presl (8 géneros)
- Subfamília Hymenophylloideae Burnett (1 género)